# Uproxx
Uproxx es un sitio web de noticias de entretenimiento y cultura popular. Fue fundada en 2008 por Jarret Myer y Brian Brater, y adquirida por Woven Digital (luego rebautizada como Uproxx Media Group) en 2014. El público objetivo del sitio son hombres de entre 18 y 34 años. Fue adquirida por Warner Music Group en agosto de 2018, mientras que Myer y el director ejecutivo Benjamin Blank permanecieron en control de las operaciones de la compañía.

## Historia
Uproxx fue fundada en 2008 por Jarret Myer y Brian Brater. Los dos también fundaron el sello de hip hop Rawkus Records en 1996 y la compañía de medios de YouTube Uproxx fue inicialmente una red de blogs y se formó cuando los fundadores se asociaron con los propietarios de otros blogs, incluida la adquisición de With Leather y FilmDrunk del fundador de Fat Penguin Media, Ryan Perry, quien luego firmó como director creativo.
Woven Digital adquirió Uproxx en abril de 2014. Myer se incorporó a Woven como director general de publicaciones.
En diciembre de 2014, Woven recaudó US $18 millones en fondos de la Serie A. Una parte del capital se asignó al crecimiento de Uproxx mediante la contratación de personal y el desarrollo de videos, incluida una nueva serie web. Uproxx adquirió Dime Magazine en enero de 2015 para expandir la división deportiva del sitio.

## Contenido
Uproxx es un sitio web de noticias y debates dirigido a los millennials, específicamente a los hombres de entre 18 y 34 años. El sitio cubre historias de noticias virales relacionadas con el entretenimiento y la cultura, con énfasis en deportes, cine, televisión y música. Uproxx se divide en verticales que incluyen entretenimiento, deportes, y vida, cada uno de los cuales comprende varios blogs. Estos blogs incluyen "With Spandex", sobre lucha libre profesional; y Dime Magazine, que se centra en el baloncesto. Además, Uproxx ofrece una plataforma para preguntas y respuestas en vivo con celebridades y creadores para promover los próximos proyectos.

### Video
El video constituye una parte significativa del contenido del sitio y Uproxx produce videos originales y patrocinados.
En 2013, Uproxx se asoció con 5-Second Films para producir contenido más extenso para Uproxx Video en YouTube. Desde su adquisición por Woven, Uproxx ha puesto más énfasis en el contenido de video y lanzó varias series web.
El sitio lanzó "Luminaries", su primera serie original en enero de 2015. El programa presenta un perfil de jóvenes inventores y los dos primeros episodios generaron 18,5 millones de visitas en los primeros cuatro meses. La serie fue nominada para un premio Webby en 2015.
La segunda serie del sitio, una serie de noticias paródica llamada The Desk, debutó en marzo de 2015. Al mes siguiente, en abril de 2015, Uproxx comenzó una serie documental centrada en la cultura pop llamada Uproxx Docs. Comenzó con una pieza de tres partes sobre la banda de rock Guns N 'Roses.
También en 2015, Uproxx lanzó varias series de videos patrocinados. Entre ellos se encontraba "Uncharted: Power of Dreams", un espectáculo que presenta a músicos en ascenso, con Honda, y "Human", una serie de videos sobre artesanos y otros que preservan el trabajo tradicional, patrocinado por Coors Banquet. Human ganó un premio OMMA en 2015.

## Personal y operaciones
Uproxx tiene su sede en Culver City, California.
El equipo editorial está dirigido por el editor en jefe Brett Michael Dykes, director de publicaciones Kris Maske y director de Studio Kurt Campbell-Anderson. La producción de video de la compañía está supervisada por el director creativo Benjamin Blank.
Otros miembros del personal incluyen a Steve Bramucci, editor gerente de la sección Life del sitio, Brandon Stroud, editor de lucha libre profesional, Brian Grubb, editor de televisión sénior, Mike Ryan, escritor de entretenimiento sénior, y Vince Mancini, escritor cinematográfico sénior.

## Grupo de medios Uproxx
Uproxx Media Group, originalmente llamado Woven Digital, era el propietario de Uproxx y sus propiedades relacionadas hasta su adquisición por Warner Music Group en agosto de 2018.

### Historia
La empresa fue fundada como Woven Digital en 2010 por Scott Grimes y Michael Laur como una red publicitaria con Grimes como director ejecutivo. El público objetivo de la cadena eran hombres jóvenes, de 18 a 34 años. La misión de Woven era reunir los puntos de pasión de los chicos en un solo lugar a través de una red de sitios web, videos y contenido de marca independiente de la plataforma.  
La empresa creció a través de la compra de sitios web con un gran número de seguidores. Su primera adquisición fue el sitio de estilo de vida BroBible en 2012. A continuación, se produjeron las adquisiciones en 2013 de Animal New York, Guyism y Brotips Media.  Como director ejecutivo de Woven, Grimes impulsó la adquisición de Uproxx en 2014, duplicando con creces la audiencia de Woven. En ese mismo año, el alcance de Woven, incluidos sus sitios afiliados, superó al de Vox Media o Vice Media. Tejido se incluyó entre las diez primeras de la lista ' Fast Company de 'Compañías más innovadoras en Hollywood' a principios de 2015 para 'ayudar a las marcas hablan la lengua de un hombre joven'. En 2015, Woven Studios se construyó en Culver City para producir contenido digital original. La compañía expandió la cobertura de deportes de Uproxx con la adquisición en 2015 de Dime Magazine, diversificándose en cine y televisión al adquirir HitFix en 2016. 
La compañía cambió su nombre en 2017 a Uproxx Media Group, para consolidarse bajo su marca más orientada al público y enfocarse en el contenido original y extenso de Uproxx.
El 2 de agosto de 2018, Warner Music Group anunció que había adquirido Uproxx y sus propiedades (a excepción de BroBible, que continuará publicándose de forma independiente) por una suma no revelada, aunque Uproxx ha recaudado alrededor de $43 millones (£33 millones) de inversiones anteriores. lo que proporciona una idea de la valoración de la empresa.

### Operaciones
Uproxx Media Group era una empresa de medios digitales que poseía varios sitios de entretenimiento y creaba contenido de marca enfocado en una audiencia millennial masculina. A 2017, tenía seis marcas principales: Uproxx, HitFix, Dime, Real Talk, With Spandex y BroBible. Los sitios de la compañía llegaron a más de 90 millones de espectadores únicos por mes. Uproxx era la marca más grande de la compañía, con una audiencia de 40 millones por mes. Con sede en Culver City, la empresa también tenía instalaciones de producción en Nueva York y Chicago. Las oficinas de Culver City albergaban un estudio de producción completo compuesto por escritores, ilustradores, presentadores y personal de edición de video; la empresa produjo todos sus propios videos patrocinados.
Benjamin Blank fue el director ejecutivo y director creativo de la compañía, y Colin Digiaro se desempeñó como presidente ejecutivo de fusiones y adquisiciones y recaudación de fondos. Otro personal clave incluyó a Scott Grimes, presidente ejecutivo que supervisa los ingresos,  Jen Sargent como presidente y el cocreador de Uproxx Jarret Myer, quien se desempeñó como editor.

### Programación original
Uproxx Media Group desarrolló originales web, series cortas y largas y películas a través de Uproxx Studios. Especializado en producciones de estilo documental, el estudio creó un contenido de marca para la cadena de comida rápida Checkers en 2017 con el rapero Rick Ross. El video corto de estilo documental recibió una recepción crítica positiva  y fue una entrada destacada en el Festival de Cine de Marca 2017 de la Semana de Relaciones Públicas y la Campaña. Uproxx Media Group también creó un breve documental sobre Guns N 'Roses en 2015 y, a partir de 2017, ha lanzado varias series originales. La serie Uproxx "Uncharted" se creó en asociación con Honda Stage y ha ganado numerosos premios, entre los que destaca el Gold Clio Award en 2016. Uproxx trabajó con MillerCoors en "Human" y "Human Limits", una serie de videos documentales cortos que presentaban perfiles de personas, empresarios y artistas "inspiradores" que fueron nominados a varios premios. Fue un ganador de MERIT para 2017 The One Show y un ganador en los premios D&AD de 2017. Uproxx también se ha asociado con el Cuerpo de Marines de los Estados Unidos para crear contenido patrocinado.